# Ondrej Nepela Trophy de 2013
Ondrej Nepela Trophy de 2013 foi a vigésima primeira edição do Ondrej Nepela Trophy, um evento anual de patinação artística no gelo, sendo parte do calendário sênior internacional. A competição foi disputada entre os dias 2 de outubro e 5 de outubro, na cidade de Bratislava, Eslováquia.

## Eventos
- Individual masculino
- Individual feminino
- Duplas
- Dança no gelo

## Medalhistas
| Evento                        | Ouro                                              | Prata                                         | Bronze                                         |
| Individual masculino detalhes | Tomáš Verner · República Tcheca                   | Takahito Mura · Japão                         | Peter Liebers · Alemanha                       |
| Individual feminino detalhes  | Haruka Imai · Japão                               | Nikol Gosviiani · Rússia                      | Christina Gao · Estados Unidos                 |
| Duplas detalhes               | Gretchen Donlan · Andrew Speroff · Estados Unidos | Anastasia Martiuszewa · Daniel Wende · Rússia | Alexa Scimeca · Chris Knierim · Estados Unidos |
| Dança no gelo detalhes        | Penny Coomes · Nicholas Buckland · Reino Unido    | Charlene Guignard · Marco Fabbri · Itália     | Tanja Kolbe · Stefano Caruso · Alemanha        |

## Resultados

### Individual masculino
| Pos.              | Nome                  | Nacionalidade    | Pontos | PC         | PL          |
| ----------------- | --------------------- | ---------------- | ------ | ---------- | ----------- |
| Medalha de ouro   | Tomáš Verner          | República Tcheca | 242.45 | 80.53 (2)  | 161.92 (1)  |
| Medalha de prata  | Takahito Mura         | Japão            | 232.62 | 82.63 (1)  | 149.99 (2)  |
| Medalha de bronze | Peter Liebers         | Alemanha         | 217.58 | 74.21 (4)  | 143.37 (3)  |
| 4                 | Ross Miner            | Estados Unidos   | 210.87 | 74.28 (3)  | 136.59 (4)  |
| 5                 | Akio Sasaki           | Japão            | 187.06 | 64.88 (5)  | 122.18 (5)  |
| 6                 | Dmitri Ignatenko      | Ucrânia          | 171.27 | 55.72 (7)  | 115.55 (6)  |
| 7                 | Christopher Berneck   | Alemanha         | 168.64 | 59.19 (6)  | 109.45 (7)  |
| 8                 | Justus Strid          | Dinamarca        | 159.57 | 52.04 (9)  | 107.53 (8)  |
| 9                 | Igor Reznichenko      | Ucrânia          | 158.71 | 54.28 (8)  | 104.43 (10) |
| 10                | Tomi Pulkkinen        | Finlândia        | 152.63 | 48.17 (12) | 104.46 (9)  |
| 11                | Pavel Kaška           | República Tcheca | 149.10 | 46.57 (15) | 102.53 (11) |
| 12                | David Richardson      | Reino Unido      | 148.28 | 49.70 (10) | 98.58 (12)  |
| 13                | Mikhail Koroliuk      | Bielorrússia     | 144.39 | 46.73 (13) | 97.66 (13)  |
| 14                | Michael Neumann       | Suécia           | 142.02 | 46.58 (14) | 95.44 (14)  |
| 15                | Vitali Luchanok       | Bielorrússia     | 137.06 | 48.65 (11) | 88.41 (15)  |
| 16                | Manuel Koll           | Áustria          | 131.18 | 46.52 (16) | 84.66 (16)  |
| 17                | Kristof Forgo         | Hungria          | 128.91 | 46.51 (17) | 82.40 (17)  |
| 18                | Marco Zakouril        | República Tcheca | 125.21 | 44.90 (18) | 80.31 (18)  |
| 19                | Marco Klepoch         | Eslováquia       | 119.46 | 43.60 (19) | 75.86 (19)  |
| WD                | Alexander Zahradnicek | França           | —      | — (WD)     |             |

### Individual feminino
| Pos.              | Nome               | Nacionalidade  | Pontos | PC         | PL         |
| ----------------- | ------------------ | -------------- | ------ | ---------- | ---------- |
| Medalha de ouro   | Haruka Imai        | Japão          | 163.64 | 52.71 (2)  | 110.93 (1) |
| Medalha de prata  | Nikol Gosviani     | Rússia         | 157.12 | 56.09 (1)  | 101.03 (2) |
| Medalha de bronze | Christina Gao      | Estados Unidos | 152.84 | 52.14 (4)  | 100.70 (3) |
| 4                 | Viktoria Helgesson | Suécia         | 147.46 | 49.61 (7)  | 97.85 (4)  |
| 5                 | Nathalie Weinzierl | Alemanha       | 142.88 | 50.91 (6)  | 91.97 (5)  |
| 6                 | Nicole Rajicova    | Eslováquia     | 137.02 | 52.40 (3)  | 84.62 (8)  |
| 7                 | Sarah Hecken       | Alemanha       | 134.53 | 48.06 (8)  | 86.47 (6)  |
| 8                 | Chantelle Kerry    | Austrália      | 127.52 | 45.81 (9)  | 81.71 (9)  |
| 9                 | Anine Rabe         | Noruega        | 126.12 | 40.06 (17) | 86.06 (7)  |
| 10                | Karly Robertson    | Reino Unido    | 121.84 | 44.84 (10) | 77.00 (10) |
| 11                | Monika Simančíková | Eslováquia     | 118.67 | 44.44 (12) | 74.23 (11) |
| 12                | Roberta Rodeghiero | Itália         | 118.66 | 51.80 (5)  | 66.86 (17) |
| 13                | Camilla Gjersem    | Noruega        | 114.52 | 44.81 (11) | 69.71 (16) |
| 14                | Anita Madsen       | Dinamarca      | 113.01 | 42.64 (14) | 70.37 (14) |
| 15                | Jenna McCorkell    | Reino Unido    | 112.12 | 41.61 (15) | 70.51 (13) |
| 16                | Yuki Nishino       | Japão          | 111.91 | 39.60 (19) | 72.31 (12) |
| 17                | Sandy Hoffmann     | Alemanha       | 110.22 | 40.43 (16) | 69.79 (15) |
| 18                | Jennifer Urban     | Alemanha       | 109.09 | 42.95 (13) | 66.14 (18) |
| 19                | Sabrina Schulz     | Áustria        | 96.96  | 34.77 (22) | 62.19 (19) |
| 20                | Alexandra Kunová   | Eslováquia     | 95.12  | 36.34 (20) | 58.78 (21) |
| 21                | Nika Ceric         | Eslovênia      | 88.38  | 36.05 (21) | 52.33 (22) |
| 22                | Victoria Manni     | Itália         | 84.05  | 24.28 (23) | 59.77 (20) |
| WD                | Mirna Libric       | Croácia        | —      | — (WD)     |            |
| WD                | Natalia Popova     | Ucrânia        | —      | — (WD)     |            |

### Duplas
| Pos.              | Nome                                   | Nacionalidade  | Pontos | PC        | PL         |
| ----------------- | -------------------------------------- | -------------- | ------ | --------- | ---------- |
| Medalha de ouro   | Gretchen Donlan / Andrew Speroff       | Estados Unidos | 160.19 | 56.63 (1) | 103.56 (2) |
| Medalha de prata  | Anastasia Martiusheva / Alexei Rogonov | Rússia         | 154.33 | 50.44 (3) | 103.93 (1) |
| Medalha de bronze | Alexa Scimeca / Chris Knierim          | Estados Unidos | 153.34 | 51.17 (2) | 102.17 (3) |
| 4                 | Haven Denney / Brandon Frazier         | Estados Unidos | 142.48 | 48.71 (4) | 93.77 (4)  |
| 5                 | Olga Bestandigova / Ilhan Mansiz       | Turquia        | 72.55  | 33.23 (5) | 39.32 (5)  |

### Dança no gelo
| Pos.              | Nome                                    | Nacionalidade    | Pontos | DC         | DL         |
| ----------------- | --------------------------------------- | ---------------- | ------ | ---------- | ---------- |
| Medalha de ouro   | Penny Coomes / Nicholas Buckland        | Reino Unido      | 148.64 | 59.63 (1)  | 89.01 (1)  |
| Medalha de prata  | Charlène Guignard / Marco Fabbri        | Itália           | 144.27 | 59.14 (2)  | 85.13 (2)  |
| Medalha de bronze | Tanja Kolbe / Stefano Caruso            | Alemanha         | 137.94 | 57.82 (3)  | 80.12 (5)  |
| 4                 | Federica Testa / Lukas Csolley          | Eslováquia       | 137.20 | 56.14 (4)  | 81.06 (4)  |
| 5                 | Nelli Zhiganshina / Alexander Gazsi     | Alemanha         | 136.15 | 53.98 (5)  | 82.17 (3)  |
| 6                 | Alexandra Aldridge / Daniel Eaton       | Estados Unidos   | 130.49 | 51.50 (6)  | 78.99 (6)  |
| 7                 | Gabriela Kubová / Matěj Novák           | República Tcheca | 129.84 | 51.01 (7)  | 78.83 (7)  |
| 8                 | Dóra Turóczi / Balázs Major             | Hungria          | 121.48 | 48.46 (9)  | 73.02 (8)  |
| 9                 | Ekaterina Pushkash / Jonathan Guerreiro | Rússia           | 120.65 | 50.60 (8)  | 70.05 (9)  |
| 10                | Lucie Myslivečková / Neil Brown         | República Tcheca | 113.61 | 45.52 (10) | 68.09 (10) |
| 11                | Nadezhda Frolenkova / Vitaliy Nikiforov | Ucrânia          | 107.99 | 42.98 (11) | 65.01 (11) |
| 12                | Carter Jones / Richard Sharpe           | Reino Unido      | 94.77  | 41.30 (12) | 53.47 (12) |
| 13                | Ksenia Korobkova / Daryn Zhunussov      | Cazaquistão      | 84.13  | 30.82 (13) | 53.31 (13) |
| 14                | Ayesha Campbell / Shane Seden           | Nova Zelândia    | 78.36  | 29.05 (14) | 49.31 (14) |

## Quadro de medalhas
| Ordem | País             | Medalha de ouro | Medalha de prata | Medalha de bronze |    | Ordem por total |
| ----- | ---------------- | --------------- | ---------------- | ----------------- | -- | --------------- |
| 1     | Japão            | 1               | 1                |                   | 2  | 2               |
| 2     | Estados Unidos   | 1               |                  | 2                 | 3  | 1               |
| 3     | Reino Unido      | 1               |                  |                   | 1  | 5               |
| 3     | República Tcheca | 1               |                  |                   | 1  | 5               |
| 5     | Rússia           |                 | 2                |                   | 2  | 2               |
| 6     | Itália           |                 | 1                |                   | 1  | 5               |
| 7     | Alemanha         |                 |                  | 2                 | 2  | 2               |
| TOTAL | TOTAL            | 4               | 4                | 4                 | 12 | —               |